# Jesus Strikes Back: Judgment Day
Jesus Strikes Back: Judgment Day es un videojuego de disparos en tercera persona para un jugador desarrollado y publicado por 2Genderz Productions. Lanzado a principios de 2019, el videojuego ganó cierta controversia por la violencia extrema dirigida contra personas de izquierda política y LGBT.

## Argumento
En 2028, el mundo gobernado por multimillonarios satanistas reptiloides multimillonarios homosexuales llamados George Sorrows y Mark Cuckerberg (una referencia a George Soros y Mark Zuckerberg, respectivamente) es allanado por un ejército de alienígenas radicales ilegales, que se propagan de ciudad en ciudad, saqueando a todos en su camino, asaltando y violando todo y a todos. Cuando la situación va realmente mal, Jesucristo (identificado en el videojuego como uno de los mayores enemigos del Nuevo Orden Mundial) regresa a la tierra para atacar a sus enemigos.

## Jugabilidad
Los jugadores toman el control de Gamerz basados en Jesucristo, Donald Trump, Iósif Stalin, Benito Mussolini, Eva Braun, Napoleón Bonaparte, Vladímir Putin, Jair Bolsonaro, un cruzado, Pepe the Frog, Shrek y Brenton Tarrant (un perpetrador de los atentados de Christchurch de 2019), que luchan contra los no-gamerz como Antifa, inmigrantes, gays, personas transgénero, SJWs, Femialemanas y mata-bebés mientras intentan derrotar a los líderes del Nuevo Orden Mundial. Los niveles del videojuego se establecen en una mezquita, un clu nocturno gay y un estudio de noticias, así como en la frontera entre Estados Unidos y México. Ocasionalmente, los jugadores deben derrotar a los jefes basados en figuras del Partido Demócrata como Barack Obama, Nancy Pelosi, Hillary Clinton, Ilhan Omar, Alexandria Ocasio-Cortez y Bernie Sanders.

## Lanzamiento
Aunque inicialmente se vio como un engaño trol cuando noticias al respecto aparecieron por primera vez a finales de 2018, la existencia de Jesus Strikes Back se confirmó después de que la publicación del blog "Cleaning up your concerns" (lit. Limpiar sus preocupaciones) se subió a su sitio web en diciembre. La fecha de lanzamiento inicial del videojuego también se reveló en enero de 2019, con una versión alfa disponible en febrero. El videojuego está disponible a través de VISA, Mastercard y la criptomoneda Bitcoin, siendo vendido por USD $ 14.88, que es una referencia a Fourteen Words de la supremacía blanca y codificado Sieg Hailta.
En algún momento en octubre de 2019, el desarrollador presentó una actualización que agrega, entre otras, nuevas armas y ubicaciones establecidas en Suecia, Alemania e Israel.

## Controversia
La fuerte violencia del videojuego, que se dirige principalmente contra figuras políticas de izquierda, ha provocado una reacción violenta junto con el hecho de que los personajes jugables están modelados respectivamente a partir de ídolos de extrema derecha como Iósif Stalin y el tirador de la mezquita de Christchurch, Brenton Tarrant. Estos problemas han llevado a que PayPal prohíba permanentemente al desarrollador el uso de sus servicios y a varias peticiones en línea para prohibir la creación de este videojuego. En respuesta a esto, una declaración oficial que argumenta que el videojuego es una "sátira" y no fomenta ninguna violencia real contra nadie fue puesta en la página principal del sitio web de la compañía.

## Videojuegos relacionados
Siguiendo a Jesus Strikes Back, el 2 de agosto de 2019 2Genderz Productions publicó The Shitposter, un videojuego de disparos en primera persona, donde los jugadores toman el control de Brenton Torrent, un tirador que comete un tiroteo masivo en la ciudad. Debido a su promoción de temáticas extremistas y al aparente enaltecimiento de las acciones de Brenton Tarrant, Nueva Zelanda prohibió el videojuego y, en una declaración oficial, calificó a todos los productos lanzados por esta compañía como "productos ilegales, promocionales del terrorismo diseñados para difundir el odio y alentar el asesinato"."
Otro de sus títulos, un videojuego hack and slash en tercera persona titulado Blackpill Bill: God's Work, se realizó dos meses después, cuyo nombre, según The Advocate, es una referencia a una filosofía misógina del mismo nombre que cree que el nivel de atractivo de una persona hacia un miembro del sexo opuesto se establece al nacer. La historia del videojuego es sobre Bill, un hombre que es despedido porque no sabía sobre la política de diversidad de la compañía. Sin trabajo, Bill enloquece y finalmente lo envían a un asilo mental, donde decide vengarse.